# TS 엔터테인먼트
TS 엔터테인먼트(TS Entertainment)는 과거에 존재했던 대한민국의 연예기획사이다.

## 연혁
TS 엔터테인먼트는 2008년 10월 이호연의 부하이자 소방차의 매니저였던 김태송이 10일 언터쳐블을 싱글 앨범 It's Okay로 오버그라운드로 데뷔시키면서 시작하였다.
2009년 10월, TS 엔터테인먼트의 4인조 걸그룹 시크릿이 데뷔하였다. 시크릿은 데뷔 전 엠넷의 리얼리티 쇼인 《시크릿 스토리》로 먼저 대중에게 소개되었으며, 이후 2009년 10월 13일에, 싱글 앨범 I Want You Back을 발표하였다.
2011년 7월, TS 엔터테인먼트는 일본 도쿄에 TS Japan을 설립하였다.
2012년 1월, TS 엔터테인먼트의 6인조 남성 아이돌 그룹 B.A.P가 데뷔하였다. B.A.P는 데뷔 전부터 SBS MTV의 다큐멘터리, 《Ta-Dah! It's B.A.P》를 통해 이름을 알렸으며, 2012년 1월 26일에 데뷔 앨범인 Warrior를 발표하였다. 2014년 11월 B.A.P가 TS엔터테인먼트를 상대로 전속계약 무효 소송을 제기하였다.
2014년 12월, TS 엔터테인먼트의 7인조 걸그룹 소나무가 데뷔하였다. 2017년 3월 직원 임금 체불이 기사화 됐다. 2017년 10월, TS 엔터테인먼트의 10인조 남성 아이돌 그룹 TRCNG가 데뷔하였다. 2018년 4월 27일, 김태송 대표가 사망하였다.
2019년 9월 23일, 소속 그룹 소나무에서 수민과 나현이 탈퇴했고 이 두 사람은 곧 TS엔터테인먼트를 상대로 소송전에 휘말렸다. 9월 25일, TS엔터테인먼트의 실장과 슬리피의 매니저간 전화통화에서 TS엔터테인먼트 실장이 스스로 현직 조직폭력배라는 것을 밝혀 논란이 되고 있다. 그 통화의 녹취록이 유튜브에 올라가 있다.
2019년 9월 26일 소속 그룹 소나무의 멤버 탈퇴를 막기 위해 의진, 민재, 디애나, 뉴썬 이 4명으로 모바일 게임인 '레전더리: 게임 오브 히어로즈'의 주제가인 '위 아 더 레전드리'를 발표했다. 소나무는 이 음반에 대해 노래만 불렀을 뿐 음반 활동은 여전히 없다. 그저 탈퇴 방지용으로 작업했을 뿐이다.
2019년 11월, TRCNG의 멤버 태선과 우엽이 탈퇴함과 동시에 TS엔터테인먼트 안무팀장 등 2명을 아동학대, 특수폭행 등의 혐의로 경찰에 형사고소했다. 내용인즉 태선과 우엽에게 다니고 있던 고등학교를 강제로 자퇴시키고 특히 우엽의 경우는 안무팀장이 접이식 철제 의자로 폭행해서 전치 2주의 상해를 입혀서 우엽이 병원에 입원하기까지 했다.
2021년 1월 31일 회사가 폐업했다.
2021년 9월 8일 소나무가 해체되었다. 해체 이후 홍의진은 멜로우엔터테인먼트에 입사했으며 데뷔 쇼케이스의 사회를 홍의진과 특히 친분이 깊은 팀메이트인 최윤선이 담당했다.
2022년 2월 28일 TRCNG가 멤버들의 계약 해지와 함께 해체되었다.

## 비판
- B.A.P가 TS 엔터테인먼트에 벌어다 바친 99억원의 사용처는 아직도 밝혀지지 않았다. 일각에서는 이 돈을 고위직원들끼리 횡령했다고 주장하기도 한다.
- 소속 연예인들에 대한 처우가 매우 가혹하다. 언터처블과 B.A.P, TRCNG 등은 숙소에서 지불해야 할 각종 요금을 내지 않아 단전, 단수되는 일이 발생했으며 이 때문에 언터처블의 슬리피는 항상 물을 많이 담아놓고 살아야 했으며 TRCNG의 경우 멤버들의 부모님들이 와서 각종 요금과 변기 등 각종 수리비용을 지불했다. 소나무의 경우는 전원 숙소를 없애서 멤버들이 전원 원룸에서 살고 있다. 게다가 TRCNG의 경우 멤버들을 강제로 다니던 고등학교에서 자퇴시켰으며 안무팀장 등 고위 직원들이 멤버들을 상습적으로 폭행했다.
- TS 엔터테인먼트는 폐업했으나 TS 엔터테인먼트의 마지막 소속 연예인인 TRCNG는 계약기간을 9년이나 정해 놓은 탓에 2026년이 되어야 계약기간이 만료된다. 물론 소나무는 2021년 10월 현재 하이디 이외의 나머지 멤버 6명 전원이 계약기간이 만료되었으며 하이디 역시 1개월 가량만 남아있다. 시크릿에서 유일하게 재계약을 한 정하나 역시 계약기간이 만료되었다. 그러나 회사가 폐업하는 바람에 소속 연예인들이 2022년 2월 안에 모두 계약이 종료되었다.

## 연도별 배출 아티스트
| 연도 | 아티스트 | 형태 | 구성원                                         | 데뷔연도 | 풍선색           | 팬클럽          | 리더   | 이전 구성원                                  | 해체 |
| ---- | -------- | ---- | ---------------------------------------------- | -------- | ---------------- | --------------- | ------ | -------------------------------------------- | ---- |
| 2008 | 언터쳐블 | 듀오 | 슬리피, 디액션                                 | 2008     | 없음             | The Untouchable | 슬리피 | 없음                                         | 2019 |
| 2009 | 시크릿   | 그룹 | 정하나                                         | 2009     | 하양             | Secret Time     | 없음   | 한선화, 송지은, 전효성                       | 2018 |
| 2012 | B.A.P.   | 그룹 | 힘찬, 대현, 영재, 종업                         | 2012     | 스프링 그린      | BABY            | 없음   | 방용국, 젤로                                 | 2019 |
| 2014 | 소나무   | 그룹 | 없음                                           | 2014     | 펄 사파이어 그린 | 솔방울          | 없음   | 수민, 민재, 나현, 디애나, 의진, 하이디, 뉴썬 | 2021 |
| 2017 | TRCNG    | 그룹 | 하영, 지훈, 학민, 지성, 현우, 시우, 호현, 강민 | 2017     | 미정             | Champion        | 지훈   | 태선, 우엽                                   | 2022 |

## 과거 소속 연예인
- 뉴챔프
- 오진석
- 손헌수
- 시크릿 전 멤버:한선화, 전효성, 송지은, 정하나
- 한수연
- B.A.P 전 멤버:방용국, 젤로, 힘찬, 대현, 영재, 종업
- 언터쳐블
- 소나무 전 멤버:수민, 나현, 의진, 민재, 뉴썬, 디애나, 하이디
- TRCNG 전 멤버:태선, 우엽, 하영, 지훈, 지성, 강민, 호현, 학민, 현우, 시우